# 佐藤秀行 (薬学者)
佐藤 秀行（さとう ひでゆき、1985年8月 - ）は、日本の薬学者（動態制御・薬剤学）。学位は博士（医療薬学）（静岡県立大学・2015年）。静岡県立大学薬学部准教授・大学院薬学研究院准教授。
日本新薬株式会社創薬研究所CMC技術研究部での勤務を経て、大阪薬科大学薬学部助手、静岡県立大学薬学部講師などを歴任した。

## 概要
動態制御や薬剤学を専攻する薬学者である。物性を改変することで、体内における薬品の動態の制御や効能の改善を図る研究に従事していた。日本新薬や大阪薬科大学に勤務したのち、静岡県立大学にて教鞭を執り、後進の育成に努めた。

## 来歴

### 生い立ち
1985年（昭和60年）8月に生まれた。静岡県により設置・運営される静岡県立富士高等学校に進学し、2005年（平成17年）3月に卒業した。さらに、静岡県により設置・運営される静岡県立大学に進学し、薬学部にて学んだ。なお、在学中の2007年（平成19年）4月、静岡県立大学は地方公共団体である静岡県から、同名の公立大学法人に移管されている。2008年（平成20年）3月、静岡県立大学を卒業した。それに伴ない、学士の学位を取得した。そのまま静岡県立大学の大学院に進学し、薬学研究科にて学んだ。2010年（平成22年）3月、静岡県立大学の大学院における博士前期課程を修了した。それに伴い、修士の学位を取得した。後年、「難水溶性薬物シクロスポリンAの物性改変による薬物動態制御」と題した博士論文を執筆し、2015年（平成27年）3月1日に静岡県立大学から博士（医療薬学）の学位が授与された。

### 薬学者として
大学院修了後は、2010年（平成22年）4月に日本新薬に入社し、創薬研究所のCMC技術研究部に配属された。2014年（平成26年）4月、同名の学校法人により設置・運営される大阪薬科大学に転じ、薬学部の助手に就任した。薬学部においては、製剤設計学研究室に所属した。2015年（平成27年）8月、母校である静岡県立大学に転じ、薬学部の助教に就任した。2019年（平成31年）1月、静岡県立大学の薬学部にて講師に昇任した。2020年（令和2年）6月1日、静岡県立大学の薬学部にて准教授に昇任した。薬学部においては、主として薬学科の講義を担当し、薬剤学分野に所属した。また、大学院においては薬学研究院の准教授を兼務した。大学院には研究院・学府制が導入されており、薬食生命科学総合学府の講義を担当するとともに、薬剤学教室に所属した。

## 研究
専門は薬学であり、特に動態制御や薬剤学といった分野の研究に従事した。具体的には、薬品の物性を改変することで、体内における動態の制御や薬効の改善に繋げる研究に取り組んだ。また、薬物の動態を制御することで、副作用を回避する研究にも取り組んだ。なお、尾上誠良、世戸孝樹らと共同執筆した光アレルギー反応に関する論文は、『Journal of Dermatological Science』の巻頭を飾っている。
これまでの業績に対しては、複数の学術賞が与えられている。日本薬学会の東海支部より、2019年（令和元年）7月に学術奨励賞が授与されている。日本薬剤学会からは、2016年（平成28年）2月にGlobal Education Seminar Presentation Awardが授与され、同年5月には最優秀発表賞が授与されている。製剤創剤セミナーにおいては、同年8月にPostdoctoral Presentation Awardが授与されている。国際ペプチドシンポジウムにおいては、2018年（平成30年）12月にJPS Excellent Poster Presentation Awardが授与されている。
学術団体としては、日本薬学会、日本薬剤学会、日本薬物動態学会、などに所属した。

## 略歴
- 1985年 - 誕生[1][5]。
- 2005年 - 静岡県立富士高等学校卒業[1]。
- 2008年 - 静岡県立大学薬学部卒業[1][6]。
- 2010年 - 静岡県立大学大学院薬学研究科博士前期課程修了[1][6]。
- 2010年 - 日本新薬入社[1][4]。
- 2010年 - 日本新薬創薬研究所CMC技術研究部配属[1][4]。
- 2014年 - 大阪薬科大学薬学部助手[1]。
- 2015年 - 静岡県立大学薬学部助教[1][4]。
- 2019年 - 静岡県立大学薬学部講師[1][4]。
- 2020年 - 静岡県立大学薬学部准教授[1][9]。
- 2020年 - 静岡県立大学大学院薬学研究院准教授。

## 賞歴
- 2016年 - 日本薬剤学会Global Education Seminar Presentation Award[13]。
- 2016年 - 日本薬剤学会最優秀発表賞[13]。
- 2016年 - 製剤創剤セミナーPostdoctoral Presentation Award[12]。
- 2018年 - 国際ペプチドシンポジウムJPS Excellent Poster Presentation Award[13]。
- 2019年 - 日本薬学会東海支部学術奨励賞[12]。

### 註釈
1. ↑  静岡県立大学大学院薬学研究科は、生活健康科学研究科と統合・再編され、2012年に薬学研究院、食品栄養環境科学研究院、薬食生命科学総合学府が設置された。
2. ↑  学校法人大阪薬科大学は、学校法人大阪医科大学と統合され、2016年に学校法人大阪医科薬科大学が設置された。
3. ↑  大阪薬科大学は、大阪医科大学と統合され、2021年に大阪医科薬科大学が設置された。

## 関連人物
- 尾上誠良